# Kostel svatého Václava (Černochov)
Kostel svatého Václava je původně gotický, barokně přestavěný kostel v Černochově, části městyse Peruc v okrese Louny v Ústeckém kraji. Jeho presbytář – dnes sakristie – byl vyzdobený nástěnnými malbami s námětem legendy o svatém Václavovi, z nichž se dochovaly fragmenty. Kostel, který je kulturní památkou ČR, spadá pod římskokatolickou farnost Zlonice. Bohoslužby zde probíhaji v neděli.

## Historie a stavební vývoj
První písemná zmínka o kostele pochází z roku 1340, kdy byl Černochov majetkem oseckého kláštera. Klášter tehdy vesnici nově vysadil zákupním právem a v příslušné listině je kostel jmenovaný i s patrociniem. V listině opat kláštera ustanovil, že ke kostelu patří čtvrt lánu polí a kromě toho dalšího půldruhého lánu, z něhož měl vydržovat gramotného ministranta. Sedláci pak museli za stravu na farních pozemcích pracovat. Nejstarší písemně doložený farář se jmenoval Jan z Dubice. V roce 1358 ho prezentoval osecký opat František. Husitské války farní statut černochovského kostela natrvalo ukončily. Poslední farář je uveden k roku 1425. Černochovská farnost pak byla v 17. století přivtělena k Peruci.
Svatý Václav byl postavený někdy krátce před první písemnou zmínkou o něm, tedy před polovinou 14. století. Do stejné doby klade i uměnovědná literatura nástěnné malby v jeho presbytáři.
Na začátku 70. let 18. století, kdy Černochov spolu s Perucí patřil Kašparu Benediktu Ledeburovi, vypracoval plány nového černochovského kostela pražský stavitel Josef Jäger. Základní kámen byl položen roku 1774, v roce 1779 byl dokončen kostel, hranolová věž, kostnice, hřbitov a ohradní zeď. Presbytář původního kostela s malbami zůstal uchován; používá se jako sakristie. Vzhledem k době vzniku nástěnných maleb je pravděpodobné, že prosebník v řeholním rouchu ve scéně Usmrcení sv. Václava představuje oseckého opata. V roce 1973 se opravovala fasáda kostela.

## Mobiliář
Vybavení je převážně barokní a pseudobarokní. Obraz na hlavním oltáři znázorňuje patrona kostela, svatého Václava, obklopeného medailony dalších světců. Kazatelna pochází z doby novostavby kostela. Z téže doby pochází rozměrný obraz svatého Jana Evangelisty. Z gotického období se v interiéru dochovala dvanáctiboká pískovcová křtitelnice a oltářní menza, přenesená z gotického do barokního presbytáře.

## Galerie nástěnných maleb

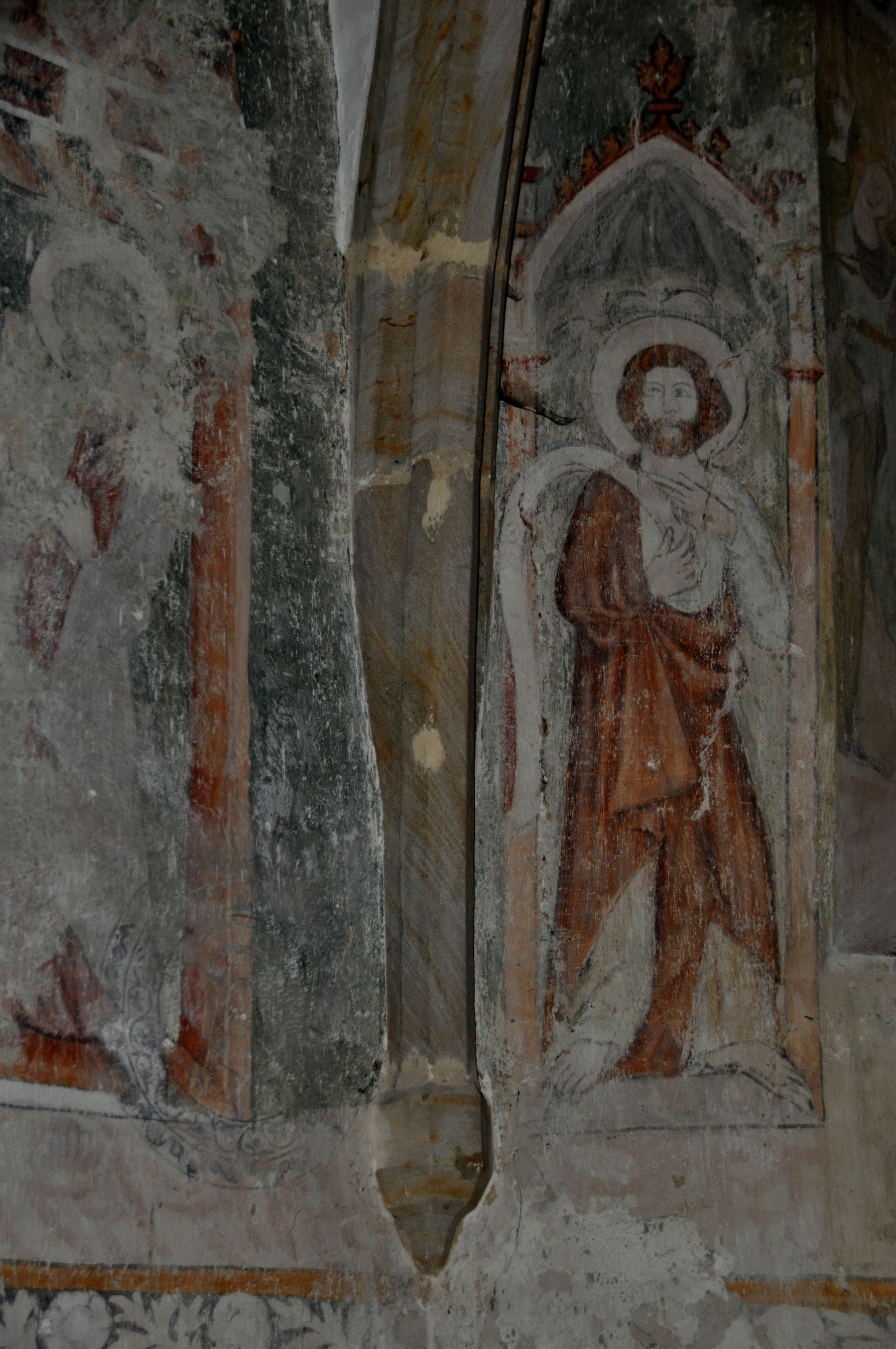
Světec
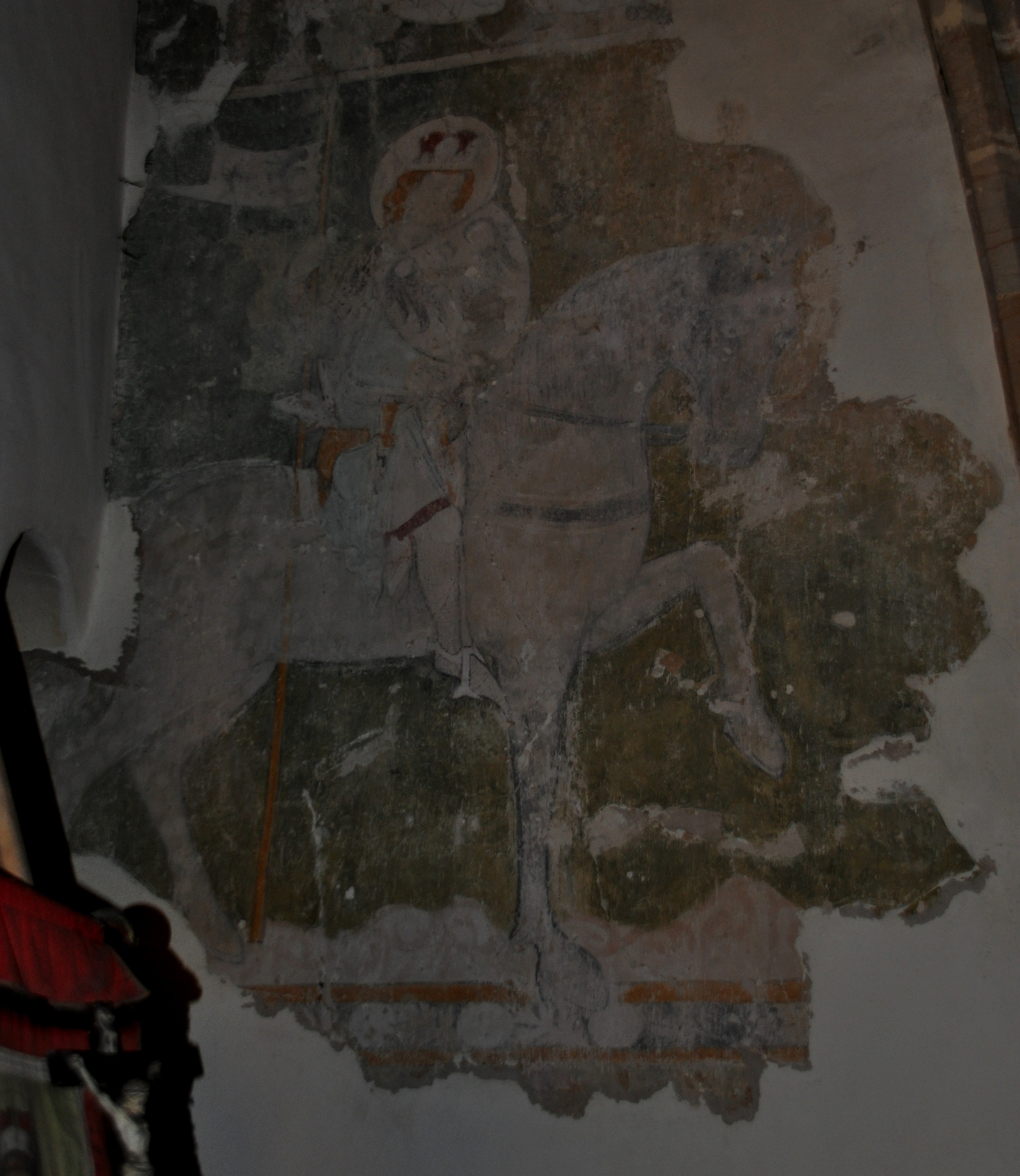
Svatý Václav
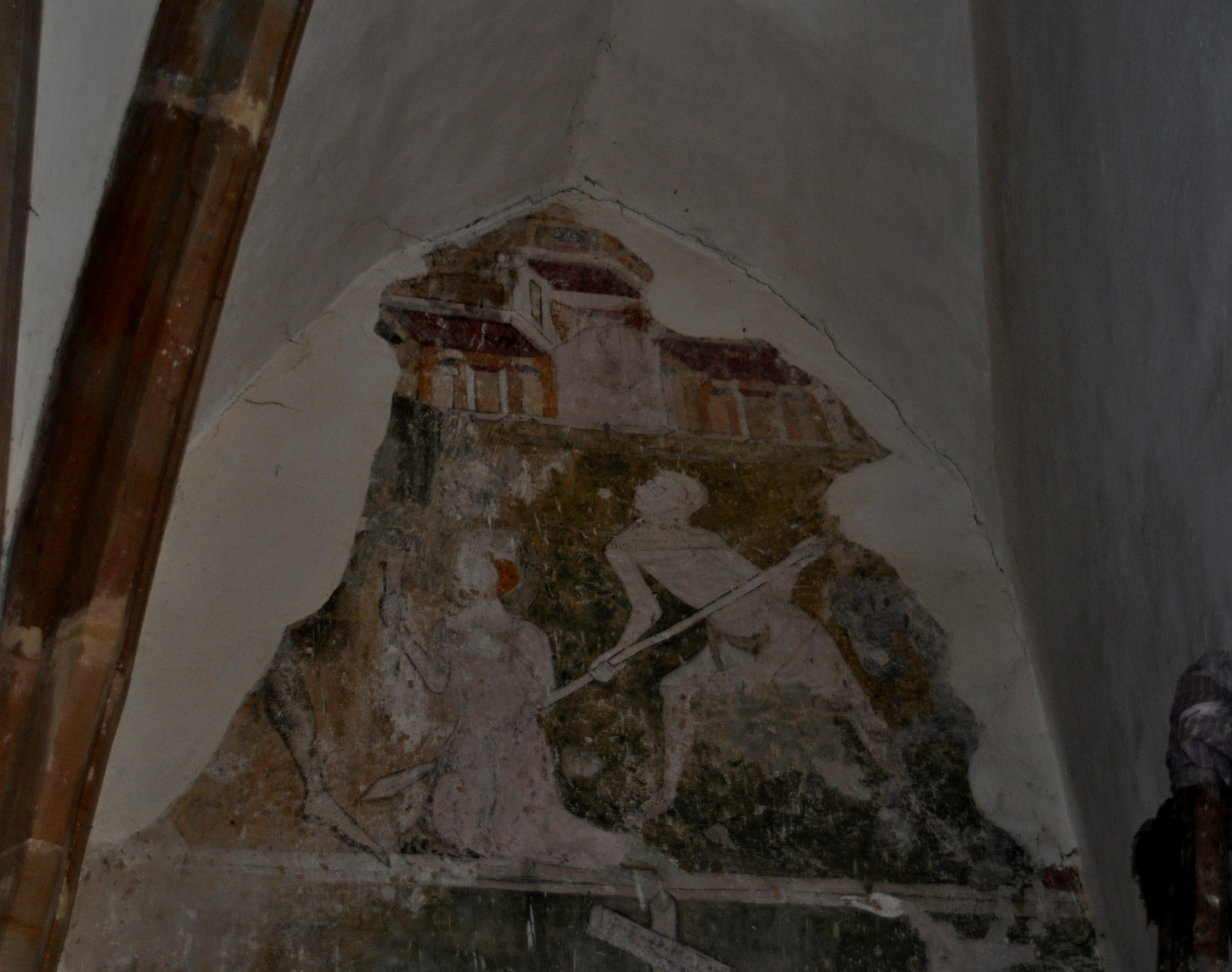
Zavraždění svatého Václava
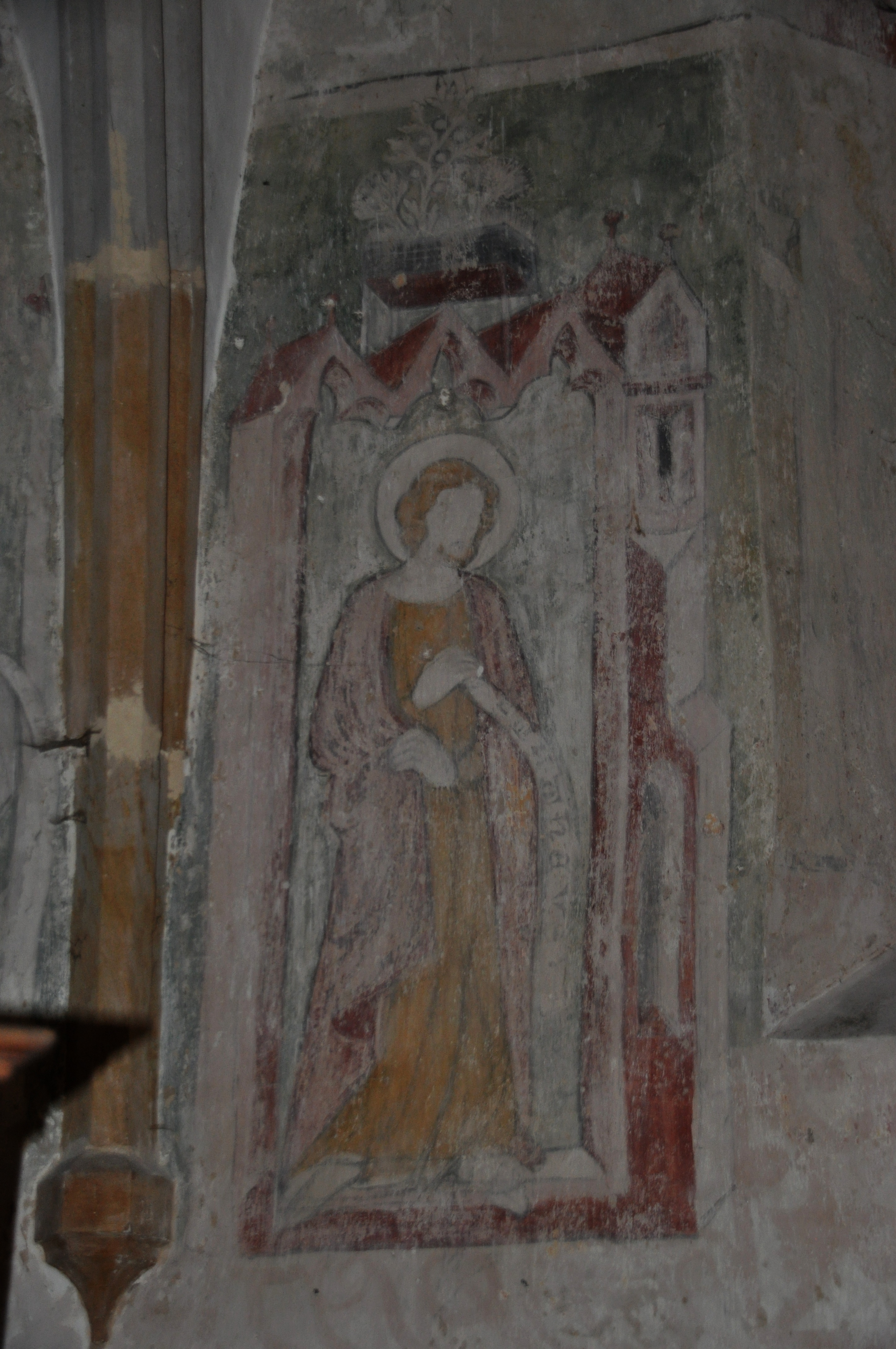
Světec
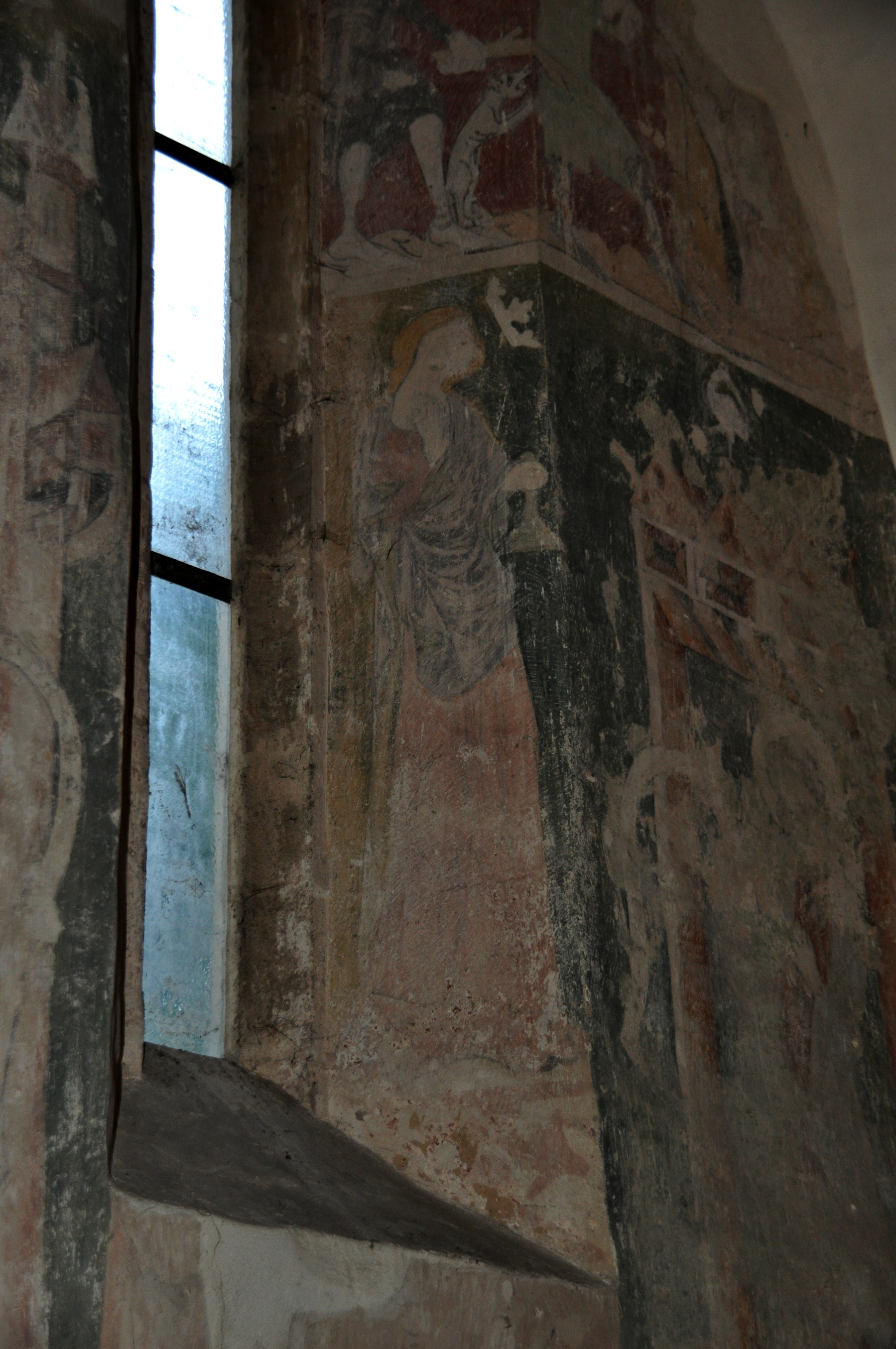
Výzdoba okenní špalety